# 半人馬座π
半人馬座π，又名CP-53 4498，HD 98718、SAO 238986、HR 4390，是半人馬座的一颗恒星，视星等为3.89，位于銀經289.96，銀緯6.09，其B1900.0坐标为赤經11h 16m 26.7s，赤緯-53° 6.09′ 35″。